# Elecciones regionales de Lambayeque de 2022
Las elecciones regionales de Lambayeque de 2022 se llevaron a cabo el 2 de octubre de 2022 para elegir al gobernador regional, al vicegobernador regional y al Consejo Regional para el periodo 2023-2026. La elección se celebró simultáneamente con elecciones regionales y municipales (provinciales y distritales) en todo el Perú. La segunda vuelta regional se llevó a cabo el 4 de diciembre de 2022.
Alexander Rodríguez Alvarado, candidato de Alianza para el Progreso, fue el más votado en la primera vuelta, aunque su desempeño quedó muy por debajo de las expectativas de las encuestadoras. Rodríguez superó por un estrecho margen de menos de 5000 votos a su principal rival, Jorge Pérez Flores, de Somos Perú. Pese a ser los candidatos más respaldados, el voto en blanco y viciado superó a los obtenidos individualmente por ambos. Al no alcanzar ninguno el 30% requerido, se llevó a cabo un balotaje en el que Pérez Flores se impuso, marcando la primera vez en la historia que Somos Perú lograba la gobernación de Lambayeque.
En el Consejo Regional, Alianza para el Progreso fue el partido más votado, pese a lo cual solo obtuvo tres de los diez escaños disponibles. Somos Perú, aunque quedó tercero en votos totales, también logró tres escaños. Juntos por el Perú se posicionó como la segunda fuerza más votada, impulsado por su fuerte respaldo en Chiclayo, la provincia más poblada, pero solo obtuvo un escaño. Fuerza Popular y Avanza País lograron un representante cada uno, mientras que el Movimiento Regional Construyendo consiguió también un escaño, constituyendo la primera vez desde 2006 que un movimiento regional obtenía representación en el Consejo.

## Sistema electoral
El Gobierno Regional de Lambayeque es el órgano administrativo y de gobierno del departamento de Lambayeque. Está compuesto por el gobernador regional, el vicegobernador regional y el Consejo Regional.
La votación se realiza en base al sufragio universal, que comprende a todos los ciudadanos nacionales mayores de dieciocho años, empadronados y residentes en el departamento de Lambayeque y en pleno goce de sus derechos políticos.
El gobernador y vicegobernador regional son elegidos por sufragio directo. Para que un candidato sea proclamado ganador debe obtener no menos de 30 % de votos válidos. En caso ningún candidato logre ese porcentaje en la primera vuelta electoral, los dos candidatos más votados participan en una segunda vuelta o balotaje. No hay reelección inmediata de gobernadores regionales.
El Consejo Regional de Lambayeque está compuesto por 10 consejeros elegidos por sufragio directo para un período de cuatro (4) años. La votación es por lista cerrada y bloqueada. Cada provincia del departamento de Lambayeque constituye una circunscripción electoral. Se asigna a la lista ganadora los escaños según el método d'Hondt. La distribución y el número de consejeros regionales es la siguiente:
| Circunscripción        | Escaños | Mapa |
| ---------------------- | ------- | ---- |
| Chiclayo               | 4       |      |
| Ferreñafe y Lambayeque | 3       |      |

## Composición del Consejo Regional de Lambayeque
La siguiente tabla muestra la composición del Consejo Regional de Lambayeque antes de las elecciones.
| Partidos | Partidos                 | Consejeros |
| -------- | ------------------------ | ---------- |
|          | Podemos Perú             | 5          |
|          | Alianza para el Progreso | 4          |
|          | Somos Perú               | 1          |

## Elecciones internas
Los partidos políticos realizaron la convocatoria a elecciones internas (15–22 de enero de 2022) para definir a los candidatos de sus organizaciones en listas cerradas y bloqueadas. Se sometieron a elección las candidaturas a:
- Gobernador y vicegobernador regional de Lambayeque (2 candidaturas).
- Consejo regional de Lambayeque (10 candidaturas).

Existen dos modalidades para la organización de las elecciones internas:
- Modalidad de elección directa: con voto universal, libre, voluntario, igual, directo y secreto de los afiliados. Fue la modalidad utilizada por Alianza para el Progreso,[9] Somos Perú,[10] Movimiento Verde Unido[11] y Partido Patriótico del Perú.[12] Las elecciones se realizaron el 15 de mayo de 2022.
- Modalidad de delegados: a través de delegados previamente elegidos mediante voto universal, libre, voluntario, igual, directo y secreto de los afiliados. Fue la modalidad utilizada por Juntos por el Perú,[13] Fuerza Popular,[14] Movimiento Regional Construyendo,[11] Perú Libre,[15] Avanza País,[16] Renovación Popular[17] y Frente de la Esperanza.[18] Las elecciones se realizaron el 22 de mayo de 2022.

## Partidos y candidatos
A continuación se muestra una lista de los principales partidos y alianzas electorales que participan en las elecciones:
| Candidatura | Candidatura | Partidos y alianzas                          | Candidatos | Candidatos                   | Ideología                                                          | Resultado previo | Resultado previo | Ref.   |
| Candidatura | Candidatura | Partidos y alianzas                          | Candidatos | Candidatos                   | Ideología                                                          | Votos (%)        | Con.             | Ref.   |
| ----------- | ----------- | -------------------------------------------- | ---------- | ---------------------------- | ------------------------------------------------------------------ | ---------------- | ---------------- | ------ |
|             | APP         | Lista - Alianza para el Progreso (APP)       |            | Alexander Rodríguez Alvarado | Liberalismo económico Conservadurismo liberal Populismo de derecha | 18.53%           | 4                | [ 19 ] |
|             | FP          | Lista - Fuerza Popular (FP)                  |            | Marvin Palma Mendoza         | Fujimorismo Conservadurismo social Populismo de derecha            | 6.17%            | 0                | [ 20 ] |
|             | SP          | Lista - Somos Perú (SP)                      |            | Jorge Pérez Flores           | Democracia cristiana Conservadurismo social                        | 5.66%            | 1                | [ 21 ] |
|             | C           | Lista - Movimiento Regional Construyendo (C) |            | Clemente Flores Vílchez      | Regionalismo lambayecano                                           | 4.51%            | 0                | [ 19 ] |
|             | PL          | Lista - Perú Libre (PL)                      |            | Mávila Vásquez Díaz          | Socialismo del siglo XXI Marxismo-leninismo Mariateguismo          | Nuevo            | Nuevo            | [ 20 ] |
|             | AvP         | Lista - Avanza País (AvP)                    |            | Solinka Molina Gonzales      | Conservadurismo liberal Liberalismo clásico                        | Nuevo            | Nuevo            | [ 20 ] |
|             | FE          | Lista - Frente de la Esperanza 2021 (FE)     |            | Felipe Granados Carranza     | Reformismo                                                         | Nuevo            | Nuevo            | [ 20 ] |

## Campaña

### Debates electorales
| Fecha | Organizador | Sede | P Presente S Sustituto A Ausente NI No invitado | P Presente S Sustituto A Ausente NI No invitado | P Presente S Sustituto A Ausente NI No invitado | P Presente S Sustituto A Ausente NI No invitado | P Presente S Sustituto A Ausente NI No invitado | P Presente S Sustituto A Ausente NI No invitado | P Presente S Sustituto A Ausente NI No invitado | Ref. |           |   |            |  |
| ----- | ----------- | ---- | ----------------------------------------------- | ----------------------------------------------- | ----------------------------------------------- | ----------------------------------------------- | ----------------------------------------------- | ----------------------------------------------- | ----------------------------------------------- | ---- | --------- | - | ---------- |  |
| Fecha | Organizador | Sede | 22 de septiembre                                | Jurado Nacional de Elecciones                   | Hotel Casa Andina (Chiclayo, Chiclayo)          | P Rodríguez                                     | P Palma                                         | P Pérez                                         | P Flores                                        | Ref. | P Vásquez | A | P Granados |  |

## Sondeos de opinión
Las siguientes tablas enumeran las estimaciones de la intención de voto en orden cronológico inverso, mostrando las más recientes primero y utilizando las fechas en las que se realizó el trabajo de campo de la encuesta. Cuando se desconocen las fechas del trabajo de campo, se proporciona la fecha de publicación.
Leyenda:
     Sondeo realizado en el periodo de prohibición legal de la difusión de sondeos de intención de voto.

### Balotaje

#### Intención de voto
La siguiente tabla enumera las estimaciones ponderadas (sin incluir votos en blanco y nulos) de la intención de voto.
|                               |                |     |      |      |      |  |  |
| Elecciones regionales de 2022 | 4 dic 2022     | —   | 55.2 | 44.8 | 10.4 |  |  |
|                               |                |     |      |      |      |  |  |
| Klambp                        | 18–21 nov 2022 | 474 | 34.4 | 65.6 | 31.2 |  |  |
| Klambp                        | 18–22 oct 2022 | 474 | 41.4 | 58.6 | 17.2 |  |  |

#### Preferencias de voto
La siguiente tabla enumera las preferencias de voto en bruto (incluyendo blancos, viciados y sin respuesta) y no ponderadas.
| Encuestadora/Medio            | Fecha          | Muestra | Jorge Pérez | Álex Rodríguez | B/V  | NS/NO | Dif. |  |  |  |
| ----------------------------- | -------------- | ------- | ----------- | -------------- | ---- | ----- | ---- |  |  |  |
| Encuestadora/Medio            | Fecha          | Muestra |             |                |      |       |      |  |  |  |
| Elecciones regionales de 2022 | 4 dic 2022     | —       | 48.2        | 39.2           | 12.6 | –     | 9.0  |  |  |  |
|                               |                |         |             |                |      |       |      |  |  |  |
| Klambp                        | 18–21 nov 2022 | 474     | 31.9        | 60.8           | –    | 7.3   | 28.9 |  |  |  |
| Klambp                        | 18–22 oct 2022 | 474     | 26.4        | 37.3           | –    | 36.3  | 10.9 |  |  |  |

### Primera vuelta

#### Intención de voto
La siguiente tabla enumera las estimaciones ponderadas (sin incluir votos en blanco y nulos) de la intención de voto.
|                               |                   |      |      |      |      |      |      |      |     |      |  |  |  |  |  |
| Elecciones regionales de 2022 | 2 oct 2022        | —    | 20.8 | 19.9 | 16.5 | 14.2 | 13.8 | 8.9  | 5.9 | 0.9  |  |  |  |  |  |
|                               |                   |      |      |      |      |      |      |      |     |      |  |  |  |  |  |
| Ipsos Perú/América            | 2 oct 2022        | ?    | 20.0 | 19.6 | 17.1 | 13.5 | 13.8 | –    | –   | 0.4  |  |  |  |  |  |
| Ipsos Perú/América            | 2 oct 2022        | ?    | 22.5 | 22.4 | 16.3 | –    | 14.6 | –    | –   | 0.1  |  |  |  |  |  |
| Klambp                        | 17–21 sep 2022    | 921  | 40.3 | 13.7 | 19.7 | 12.9 | –    | 7.9  | 5.7 | 20.6 |  |  |  |  |  |
| Global Data Consulting        | 17–20 sep 2022    | 1206 | 35.8 | 27.0 | 14.5 | 12.5 | –    | 3.8  | –   | 8.8  |  |  |  |  |  |
| Vox Populi                    | 16–18 sep 2022    | 1102 | 35.4 | 26.9 | 15.4 | 12.6 | –    | 3.9  | –   | 8.5  |  |  |  |  |  |
| CPI/RPP                       | 15–17 sep 2022    | 550  | 15.3 | 16.3 | –    | 28.1 | 8.1  | 7.1  | 5.8 | 11.8 |  |  |  |  |  |
| Decide Tú                     | 12–14 sep 2022    | 1465 | 39.1 | 25.5 | 11.4 | 13.2 | 1.5  | 7.1  | 2.3 | 13.6 |  |  |  |  |  |
| Vox Populi                    | 9–11 sep 2022     | 1102 | 35.2 | 24.2 | 12.9 | 14.2 | –    | 3.2  | –   | 9.0  |  |  |  |  |  |
| Global Data Consulting        | 5–8 sep 2022      | 1206 | 34.4 | 22.6 | 10.4 | 17.8 | –    | 2.9  | –   | 11.8 |  |  |  |  |  |
| Klambp                        | 5–8 sep 2022      | 921  | 39.2 | 12.7 | 13.4 | 21.1 | –    | 8.8  | 4.6 | 18.1 |  |  |  |  |  |
| Decide Tú                     | 3–5 sep 2022      | 1337 | 33.2 | 22.4 | 13.9 | 17.2 | 1.2  | 9.5  | 2.7 | 10.8 |  |  |  |  |  |
| Vox Populi                    | 26–28 ago 2022    | 1102 | 32.5 | 17.9 | 10.6 | 23.7 | –    | 2.8  | –   | 8.8  |  |  |  |  |  |
| Global Data Consulting        | 21–24 ago 2022    | 1206 | 33.6 | 20.1 | 10.6 | 19.0 | –    | 2.7  | –   | 13.5 |  |  |  |  |  |
| Opina Perú                    | 22 ago 2022       | ?    | 24.8 | 6.7  | 8.4  | 11.7 | –    | 12.5 | –   | 7.3  |  |  |  |  |  |
| Klambp                        | 19–21 ago 2022    | 1084 | 41.7 | 6.7  | 21.4 | 22.4 | –    | –    | 2.8 | 19.3 |  |  |  |  |  |
| Quantum Muchick               | 15–20 ago 2022    | 1180 | 13.2 | 13.0 | 18.8 | 31.0 | –    | –    | –   | 12.2 |  |  |  |  |  |
| Decide Tú                     | 14–16 ago 2022    | 1337 | 32.3 | 22.4 | 15.3 | 11.2 | –    | 8.4  | 2.3 | 9.9  |  |  |  |  |  |
| Klambp                        | 10–13 ago 2022    | 1815 | 39.9 | 6.8  | 22.0 | 9.8  | –    | 5.7  | 4.5 | 17.9 |  |  |  |  |  |
| Global Data Consulting        | 6–9 ago 2022      | 1206 | 36.2 | 21.4 | 11.1 | 12.3 | –    | 3.0  | –   | 14.8 |  |  |  |  |  |
| Klambp                        | 26 jul–1 ago 2022 | 512  | 38.7 | 9.8  | 20.3 | 11.3 | –    | 6.0  | –   | 18.4 |  |  |  |  |  |
| Opina Perú                    | 29 jul 2022       | 600  | 24.7 | 5.1  | 7.5  | 11.3 | –    | 11.8 | –   | 8.8  |  |  |  |  |  |
| Klambp                        | 22–24 jul 2022    | 1362 | 32.6 | 7.2  | 17.5 | 15.5 | –    | 3.7  | –   | 15.1 |  |  |  |  |  |
| Decide Tú                     | 22–24 jul 2022    | 1141 | 30.7 | 22.3 | 15.4 | 11.7 | –    | 6.0  | –   | 8.4  |  |  |  |  |  |
| Quantum Muchick               | 15–21 jul 2022    | 1180 | 18.8 | 13.3 | 15.1 | 24.5 | –    | –    | –   | 5.7  |  |  |  |  |  |
| Global Data Consulting        | 15–18 jul 2022    | 1206 | 35.2 | 20.8 | 7.6  | 16.4 | –    | 3.0  | –   | 14.4 |  |  |  |  |  |
| Klambp                        | 30 jun–6 jul 2022 | 1362 | 30.7 | 6.4  | 10.9 | 20.8 | –    | 4.4  | –   | 9.9  |  |  |  |  |  |
| Global Data Consulting        | 18–21 jun 2022    | 1206 | 33.8 | 23.8 | 7.7  | 13.1 | –    | 3.1  | –   | 10.0 |  |  |  |  |  |
| Klambp                        | 5–14 jun 2022     | 459  | 28.9 | 6.8  | 12.4 | 19.2 | –    | 6.3  | –   | 9.7  |  |  |  |  |  |
| Decide Tú                     | 5–7 jun 2022      | 1141 | 34.2 | 23.3 | 14.0 | 10.4 | –    | 7.6  | –   | 10.9 |  |  |  |  |  |
| Klambp                        | 3–5 jun 2022      | ?    | 30.2 | 9.4  | 12.5 | 20.3 | –    | 4.4  | –   | 9.9  |  |  |  |  |  |
| Global Data Consulting        | 15–18 may 2022    | 1206 | 36.5 | 26.1 | 7.8  | 7.0  | –    | 3.1  | –   | 10.4 |  |  |  |  |  |
| Klambp                        | 12–14 may 2022    | 1528 | 32.0 | 5.4  | 11.9 | 22.3 | –    | 4.3  | –   | 9.7  |  |  |  |  |  |
| Global Data Consulting        | 15–18 abr 2022    | 1206 | 37.8 | 21.8 | 7.8  | 6.0  | –    | 3.6  | –   | 16.0 |  |  |  |  |  |
| Klambp                        | 25–28 mar 2022    | 1528 | 26.4 | 2.4  | 8.9  | 19.6 | –    | 2.1  | –   | 6.8  |  |  |  |  |  |
| Decide Tú                     | 15–17 mar 2022    | 1542 | 28.7 | 20.9 | 11.7 | 8.1  | –    | 6.1  | –   | 7.8  |  |  |  |  |  |
| Global Data Consulting        | 20–23 feb 2022    | 1200 | 26.7 | 8.8  | 6.2  | 4.5  | –    | 3.0  | –   | 17.9 |  |  |  |  |  |
| Decide Tú                     | 27–29 ene 2022    | 1542 | 32.8 | 7.3  | 11.1 | 15.0 | –    | 6.0  | –   | 17.8 |  |  |  |  |  |
| Klambp                        | 22–26 ene 2022    | 1528 | 22.6 | 4.3  | 9.8  | 19.6 | –    | 2.0  | –   | 3.0  |  |  |  |  |  |
| Global Data Consulting        | 22–25 ene 2022    | 1200 | 24.1 | 6.2  | 6.2  | 4.7  | –    | 1.9  | –   | 17.9 |  |  |  |  |  |

#### Preferencias de voto
La siguiente tabla enumera las preferencias de voto en bruto (incluyendo blancos, viciados y sin respuesta) y no ponderadas.
|                               |                   |      |      |      |      |      |      |     |     |      |      |      |  |  |  |
| Elecciones regionales de 2022 | 2 oct 2022        | —    | 15.1 | 14.5 | 12.0 | 10.3 | 10.0 | 6.5 | 4.3 | 27.3 | –    | 0.6  |  |  |  |
|                               |                   |      |      |      |      |      |      |     |     |      |      |      |  |  |  |
| Klambp                        | 17–21 sep 2022    | 921  | 33.3 | 11.3 | 16.3 | 10.7 | –    | 6.5 | 4.7 | –    | 17.3 | 17.0 |  |  |  |
| Global Data Consulting        | 17–20 sep 2022    | 1206 | 28.5 | 21.5 | 11.5 | 9.9  | –    | 3.0 | –   | –    | 20.5 | 7.0  |  |  |  |
| Vox Populi                    | 16–18 sep 2022    | 1102 | 27.5 | 20.9 | 12.0 | 9.8  | –    | 3.0 | –   | –    | 22.3 | 6.6  |  |  |  |
| CPI/RPP                       | 15–17 sep 2022    | 550  | 4.5  | 4.8  | –    | 8.3  | 2.4  | 2.1 | 1.7 | 29.8 | 40.7 | 3.5  |  |  |  |
| Decide Tú                     | 12–14 sep 2022    | 1465 | 30.0 | 19.6 | 8.7  | 10.2 | 1.2  | 5.4 | 1.8 | –    | 23.2 | 10.4 |  |  |  |
| Vox Populi                    | 9–11 sep 2022     | 1102 | 27.5 | 18.9 | 10.1 | 11.1 | –    | 2.5 | –   | –    | 21.9 | 8.6  |  |  |  |
| Global Data Consulting        | 5–8 sep 2022      | 1206 | 26.5 | 17.4 | 8.0  | 13.7 | –    | 2.2 | –   | –    | 23.0 | 9.1  |  |  |  |
| Klambp                        | 5–8 sep 2022      | 921  | 32.1 | 10.4 | 11.0 | 17.3 | –    | 7.2 | 3.8 | –    | 18.2 | 14.8 |  |  |  |
| Decide Tú                     | 3–5 sep 2022      | 1337 | 26.4 | 17.8 | 11.1 | 13.7 | 0.9  | 7.6 | 2.1 | –    | 20.5 | 8.6  |  |  |  |
| Vox Populi                    | 26–28 ago 2022    | 1102 | 24.5 | 13.5 | 8.0  | 17.9 | –    | 2.1 | –   | –    | 24.5 | 6.6  |  |  |  |
| Global Data Consulting        | 21–24 ago 2022    | 1206 | 25.0 | 14.9 | 7.9  | 14.1 | –    | 2.0 | –   | –    | 25.7 | 10.1 |  |  |  |
| Opina Perú                    | 22 ago 2022       | ?    | 14.8 | 4.0  | 5.0  | 7.0  | –    | 7.5 | –   | –    | 40.2 | 5.3  |  |  |  |
| Klambp                        | 19–21 ago 2022    | 1084 | 31.8 | 5.1  | 16.3 | 17.1 | –    | –   | 2.1 | –    | 23.8 | 14.7 |  |  |  |
| Quantum Muchick               | 15–20 ago 2022    | 1180 | 9.4  | 9.3  | 13.5 | 22.1 | –    | –   | –   | –    | 28.6 | 8.6  |  |  |  |
| Decide Tú                     | 14–16 ago 2022    | 1337 | 23.9 | 16.6 | 11.3 | 8.3  | –    | 6.2 | 1.7 | –    | 26.1 | 7.3  |  |  |  |
| Klambp                        | 10–13 ago 2022    | 1815 | 31.3 | 5.3  | 17.3 | 7.7  | –    | 4.5 | 3.5 | –    | 21.5 | 14.0 |  |  |  |
| Global Data Consulting        | 6–9 ago 2022      | 1206 | 24.5 | 14.5 | 7.5  | 8.3  | –    | 2.0 | –   | –    | 32.3 | 10.0 |  |  |  |
| Klambp                        | 26 jul–1 ago 2022 | 512  | 30.1 | 7.6  | 15.8 | 8.8  | –    | 4.7 | –   | –    | 22.3 | 14.3 |  |  |  |
| Opina Perú                    | 29 jul 2022       | 600  | 14.9 | 3.1  | 4.5  | 6.8  | –    | 7.1 | –   | –    | 39.6 | 5.3  |  |  |  |
| Klambp                        | 22–24 jul 2022    | 1362 | 28.6 | 6.3  | 15.3 | 13.6 | –    | 3.2 | –   | –    | 12.4 | 13.3 |  |  |  |
| Decide Tú                     | 22–24 jul 2022    | 1141 | 20.7 | 15.0 | 10.4 | 7.9  | –    | 4.1 | –   | –    | 32.7 | 4.1  |  |  |  |
| Quantum Muchick               | 15–21 jul 2022    | 1180 | 13.5 | 9.5  | 10.8 | 17.5 | –    | –   | –   | –    | 28.5 | 4.0  |  |  |  |
| Global Data Consulting        | 15–18 jul 2022    | 1206 | 23.2 | 13.7 | 5.0  | 10.8 | –    | 2.0 | –   | –    | 34.1 | 9.5  |  |  |  |
| Klambp                        | 30 jun–6 jul 2022 | 1362 | 26.3 | 5.5  | 9.3  | 17.8 | –    | 3.8 | –   | –    | 14.3 | 8.5  |  |  |  |
| Global Data Consulting        | 18–21 jun 2022    | 1206 | 22.0 | 15.5 | 5.0  | 8.5  | –    | 2.0 | –   | –    | 35.0 | 6.5  |  |  |  |
| Klambp                        | 5–14 jun 2022     | 459  | 25.9 | 6.1  | 11.1 | 17.2 | –    | 5.7 | –   | –    | 10.2 | 8.8  |  |  |  |
| Decide Tú                     | 5–7 jun 2022      | 1141 | 21.8 | 14.8 | 8.9  | 6.6  | –    | 4.8 | –   | –    | 36.3 | 7.0  |  |  |  |
| Klambp                        | 3–5 jun 2022      | ?    | 25.1 | 7.8  | 10.4 | 16.9 | –    | 3.7 | –   | –    | 16.8 | 8.2  |  |  |  |
| Global Data Consulting        | 15–18 may 2022    | 1206 | 23.5 | 16.8 | 5.0  | 4.5  | –    | 2.0 | –   | –    | 35.7 | 6.7  |  |  |  |
| Klambp                        | 12–14 may 2022    | 1528 | 23.2 | 3.9  | 8.6  | 16.2 | –    | 3.1 | –   | –    | 27.5 | 7.0  |  |  |  |
| Global Data Consulting        | 15–18 abr 2022    | 1206 | 18.9 | 10.9 | 3.9  | 3.0  | –    | 1.8 | –   | –    | 50.0 | 8.0  |  |  |  |
| Klambp                        | 25–28 mar 2022    | 1528 | 21.1 | 1.9  | 7.1  | 15.7 | –    | 1.7 | –   | 10.6 | 9.5  | 5.4  |  |  |  |
| Decide Tú                     | 15–17 mar 2022    | 1542 | 20.0 | 14.6 | 8.2  | 5.7  | –    | 4.3 | –   | –    | 30.2 | 5.4  |  |  |  |
| Global Data Consulting        | 20–23 feb 2022    | 1200 | 18.0 | 5.9  | 4.2  | 3.0  | –    | 2.0 | –   | –    | 32.6 | 12.1 |  |  |  |
| Decide Tú                     | 27–29 ene 2022    | 1542 | 19.7 | 4.4  | 6.7  | 9.0  | –    | 3.6 | –   | –    | 39.9 | 10.7 |  |  |  |
| Klambp                        | 22–26 ene 2022    | 1528 | 16.8 | 3.2  | 7.3  | 14.6 | –    | 1.5 | –   | 12.5 | 13.1 | 2.2  |  |  |  |
| Global Data Consulting        | 22–25 ene 2022    | 1200 | 15.5 | 4.0  | 4.0  | 3.0  | –    | 1.2 | –   | –    | 35.7 | 11.5 |  |  |  |
| Global Data Consulting        | 18–21 dic 2021    | 1200 | 14.8 | 3.0  | 3.5  | 3.0  | –    | 1.1 | –   | –    | 32.0 | 9.7  |  |  |  |
| Klambp                        | 10–13 dic 2021    | 1038 | 14.4 | 4.9  | 4.6  | 12.2 | –    | 1.9 | –   | 13.7 | 15.1 | 2.2  |  |  |  |
| Decide Tú                     | 23–25 nov 2021    | 1222 | 14.5 | 3.2  | –    | 6.3  | –    | 2.8 | –   | –    | 42.6 | 8.2  |  |  |  |
| Global Data Consulting        | 20–22 nov 2021    | 1220 | 14.5 | 3.0  | 3.9  | 3.0  | –    | 1.0 | –   | –    | 35.1 | 9.5  |  |  |  |
| Klambp                        | 27–31 oct 2021    | 1096 | 12.7 | 3.2  | 5.2  | 10.2 | –    | 1.6 | –   | 15.1 | 10.2 | 2.5  |  |  |  |
| Decide Tú                     | 6–8 sep 2021      | 998  | 7.5  | 5.1  | –    | –    | –    | –   | –   | –    | 32.6 | 2.4  |  |  |  |
| Global Data Consulting        | 6–8 ago 2021      | 850  | 14.6 | 4.0  | –    | –    | –    | –   | –   | –    | 43.9 | 10.6 |  |  |  |
| Klambp                        | 29–31 jul 2021    | 2109 | 15.7 | 2.3  | –    | 3.1  | –    | –   | –   | 22.6 | 13.8 | 8.3  |  |  |  |

## Resultados

### Gobierno Regional de Lambayeque
| Candidatos           | Candidatos                   | Partidos y coaliciones               | Primera vuelta 2 oct 2022 | Primera vuelta 2 oct 2022 | Balotaje 4 dic 2022 | Balotaje 4 dic 2022 |  |
| Candidatos           | Candidatos                   | Partidos y coaliciones               | Votos                     | %                         | Votos               | %                   |  |
| -------------------- | ---------------------------- | ------------------------------------ | ------------------------- | ------------------------- | ------------------- | ------------------- |  |
|                      | Jorge Pérez Flores           | Somos Perú (SP)                      | 112,238                   | 19.91                     | 330,263             | 55.17               |  |
|                      | Alexander Rodríguez Alvarado | Alianza para el Progreso (APP)       | 117,173                   | 20.78                     | 268,361             | 44.83               |  |
|                      | Marvin Palma Mendoza         | Fuerza Popular (FP)                  | 92,901                    | 16.48                     |                     |                     |  |
|                      | Clemente Flores Vílchez      | Movimiento Regional Construyendo (C) | 80,104                    | 14.21                     |                     |                     |  |
|                      | Solinka Molina Gonzales      | Avanza País (AvP)                    | 77,869                    | 13.81                     |                     |                     |  |
|                      | Felipe Granados Carranza     | Frente de la Esperanza (FE)          | 50,394                    | 8.94                      |                     |                     |  |
|                      | Mávila Vásquez Díaz          | Perú Libre (PL)                      | 33,159                    | 5.88                      |                     |                     |  |
|                      |                              |                                      |                           |                           |                     |                     |  |
| Total                | Total                        | Total                                | 563,838                   |                           | 598,624             |                     |  |
|                      |                              |                                      |                           |                           |                     |                     |  |
| Votos válidos        | Votos válidos                | Votos válidos                        | 563,838                   | 72.73                     | 598,624             | 87.45               |  |
| Votos en blanco      | Votos en blanco              | Votos en blanco                      | 137,484                   | 17.74                     | 8,836               | 1.29                |  |
| Votos nulos          | Votos nulos                  | Votos nulos                          | 73,874                    | 9.53                      | 77,087              | 11.26               |  |
| Votos emitidos       | Votos emitidos               | Votos emitidos                       | 775,196                   | 78.14                     | 684,547             | 69.00               |  |
| Abstenciones         | Abstenciones                 | Abstenciones                         | 216,898                   | 21.86                     | 307,547             | 31.00               |  |
| Votantes registrados | Votantes registrados         | Votantes registrados                 | 992,094                   |                           | 992,094             |                     |  |
|                      |                              |                                      |                           |                           |                     |                     |  |
| Fuente:              |                              |                                      |                           |                           |                     |                     |  |

### Consejo Regional de Lambayeque

#### Sumario general
| |                                       |              |              |              |         |         |  |
| Partidos y coaliciones                                                                              | Partidos y coaliciones                | Voto popular | Voto popular | Voto popular | Escaños | Escaños |  |
| Partidos y coaliciones                                                                              | Partidos y coaliciones                | Votos        | %            | ±pp          | Total   | +/−     |  |
| | Alianza para el Progreso (APP)        | 106,250      | 17.43        | –2.55        | 3       | –1      |  |
| | Juntos por el Perú (JP)               | 100,096      | 16.42        | +7.84        | 1       | +1      |  |
| | Somos Perú (SP)                       | 98,461       | 16.15        | +9.39        | 3       | +2      |  |
| | Fuerza Popular (FP)                   | 75,129       | 12.33        | +5.10        | 1       | +1      |  |
| | Avanza País (AvP)                     | 71,450       | 11.72        | Nuevo        | 1       | +1      |  |
| | Movimiento Regional Construyendo (C)1 | 66,102       | 10.84        | +5.45        | 1       | +1      |  |
| | Frente de la Esperanza (FE)           | 42,168       | 6.92         | Nuevo        | 0       | ±0      |  |
| | Perú Libre (PL)                       | 28,445       | 4.67         | Nuevo        | 0       | ±0      |  |
| | Renovación Popular (RP)               | 19,072       | 3.13         | Nuevo        | 0       | ±0      |  |
| | Partido Patriótico del Perú (PPP)     | 2,358        | 0.39         | Nuevo        | 0       | ±0      |  |
| |                                       |              |              |              |         |         |  |
| Total                                                                                               | Total                                 | 609,531      |              |              | 10      | ±0      |  |
| |                                       |              |              |              |         |         |  |
| Votos válidos                                                                                       | Votos válidos                         | 609,531      | 78.63        | +7.59        |         |         |  |
| Votos en blanco                                                                                     | Votos en blanco                       | 94,840       | 12.23        | –7.20        |         |         |  |
| Votos nulos                                                                                         | Votos nulos                           | 70,825       | 9.14         | –0.39        |         |         |  |
| Votos emitidos                                                                                      | Votos emitidos                        | 775,196      | 78.14        | –2.51        |         |         |  |
| Abstenciones                                                                                        | Abstenciones                          | 216,898      | 21.86        | +2.51        |         |         |  |
| Votantes registrados                                                                                | Votantes registrados                  | 992,094      |              |              |         |         |  |
| |                                       |              |              |              |         |         |  |
| Fuente:                                                                                             |                                       |              |              |              |         |         |  |
| Notas al pie: 1 Comparado con los resultados de Primero Lambayeque (PrL) en las elecciones de 2018. |                                       |              |              |              |         |         |  |
| Notas al pie:                                                                                       |                                       |              |              |              |         |         |  |
| 1 Comparado con los resultados de Primero Lambayeque (PrL) en las elecciones de 2018.               |                                       |              |              |              |         |         |  |

#### Resultados por provincia
| Provincia  | APP      | APP  | JP   | JP   | SP   | SP   | FP   | FP   | AvP  | AvP  | C    | C    | FE   | FE  | PL  | PL  | RP  | RP  | PPP | PPP |   |
| Provincia  | %        | E    | %    | E    | %    | E    | %    | E    | %    | E    | %    | E    | %    | E   | %   | E   | %   | E   | %   | E   |   |
| ---------- | -------- | ---- | ---- | ---- | ---- | ---- | ---- | ---- | ---- | ---- | ---- | ---- | ---- | --- | --- | --- | --- | --- | --- | --- | - |
| Provincia  | Chiclayo | 15.7 | 1    | 18.9 | 1    | 13.7 | 1    | 13.4 | 1    | 11.1 | –    | 12.0 | –    | 6.1 | –   | 5.1 | –   | 3.6 | –   | 0.4 | – |
| Ferreñafe  | 27.7     | 1    | 5.5  | –    | 33.2 | 1    | 5.9  | –    | 3.4  | –    | 21.1 | 1    |      |     | 2.3 | –   | 0.5 | –   | 0.3 | –   |   |
| Lambayeque | 18.5     | 1    | 13.6 | –    | 17.0 | 1    | 11.6 | –    | 16.1 | 1    | 4.4  | –    | 11.2 | –   | 4.4 | –   | 2.8 | –   | 0.3 | –   |   |
| Total      | 17.4     | 3    | 16.4 | 1    | 16.2 | 3    | 12.3 | 1    | 11.7 | 1    | 10.8 | 1    | 6.9  | –   | 4.7 | –   | 3.1 | –   | 0.4 | –   |   |

### Autoridades electas
| Cargo                                             | Autoridad electa | Autoridad electa          | Partido político | Partido político                 |
| ------------------------------------------------- | ---------------- | ------------------------- | ---------------- | -------------------------------- |
| Gobernador Regional de Lambayeque                 |                  | Jorge Pérez Flores        |                  | Somos Perú                       |
| Vicegobernadora Regional de Lambayeque            |                  | Flerida Saavedra López    |                  | Somos Perú                       |
| Consejero Regional de Lambayeque (por Chiclayo)   |                  | Víctor Orosco Nuntón      |                  | Juntos por el Perú               |
| Consejero Regional de Lambayeque (por Chiclayo)   |                  | Juan Horna Santa Cruz     |                  | Alianza para el Progreso         |
| Consejera Regional de Lambayeque (por Chiclayo)   |                  | Sujeily Camacho Fernández |                  | Somos Perú                       |
| Consejero Regional de Lambayeque (por Chiclayo)   |                  | Ricardo Lara Doig         |                  | Fuerza Popular                   |
| Consejera Regional de Lambayeque (por Ferreñafe)  |                  | Manuela Zeña Nanfuñay     |                  | Somos Perú                       |
| Consejera Regional de Lambayeque (por Ferreñafe)  |                  | Luzanna Exebio Cabrera    |                  | Alianza para el Progreso         |
| Consejero Regional de Lambayeque (por Ferreñafe)  |                  | Julio Sevilla Exebio      |                  | Movimiento Regional Construyendo |
| Consejero Regional de Lambayeque (por Lambayeque) |                  | Walter Alva Alva          |                  | Alianza para el Progreso         |
| Consejero Regional de Lambayeque (por Lambayeque) |                  | Carlos Ventura Sandoval   |                  | Somos Perú                       |
| Consejero Regional de Lambayeque (por Lambayeque) |                  | Gustavo Espinoza Soto     |                  | Avanza País                      |